# Радовицы

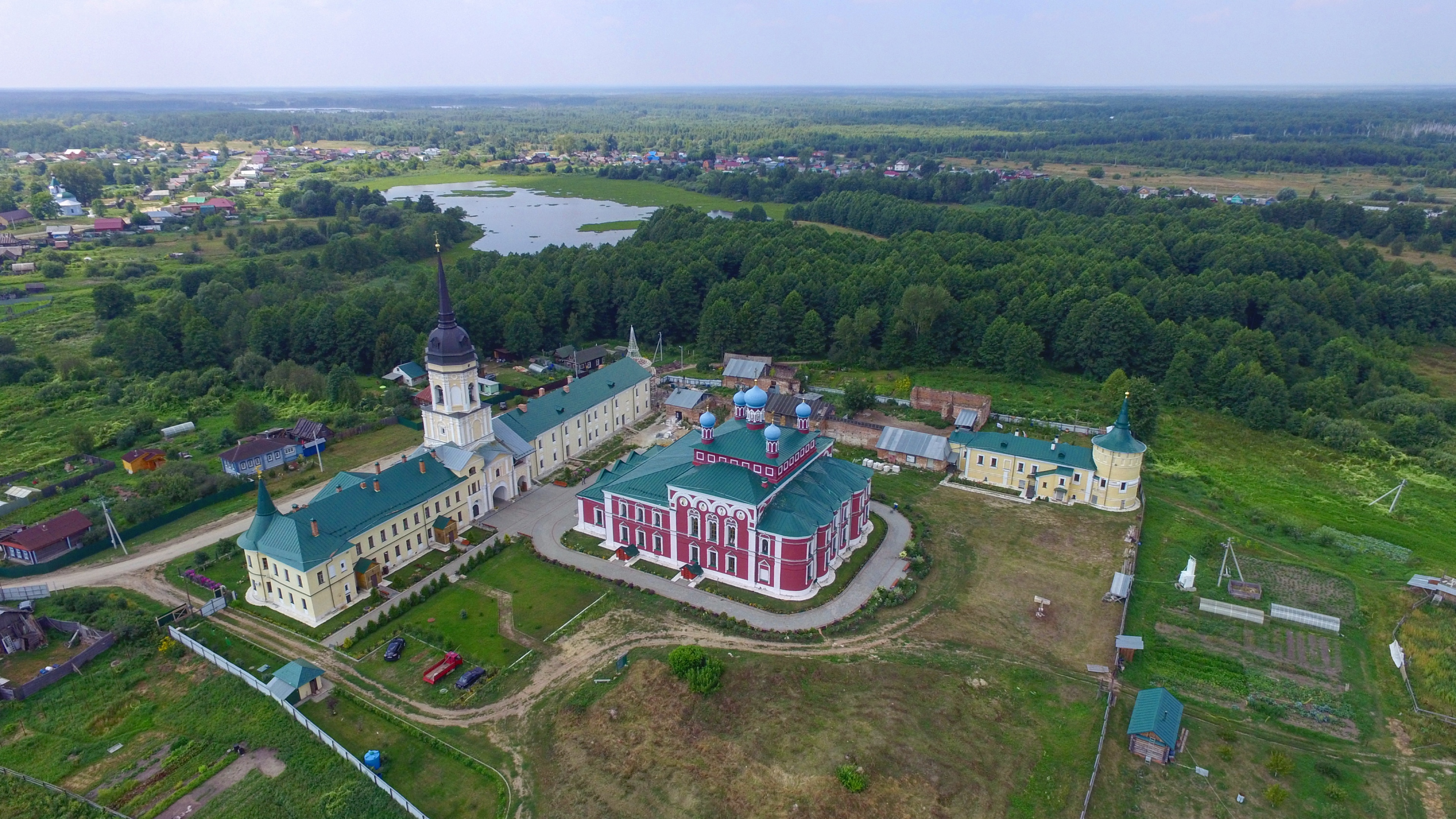
Вид с воздуха на Николо-Радовицкий монастырь и Радовицы

Радовицы — село в муниципальном округе Егорьевск Московской области России . 

## География
Село Радовицы находится в 5 километрах к югу от посёлка Рязановский.

## История
Основано в XVI веке вместе с Николо-Радовицким монастырём. В 1859 году казённое село Радовицы Егорьевского уезда Рязанской губернии (2-й стан), в 46 верстах от уездного города, при безымянном озере. 62 двора (84 мужчины, 214 женщин).
В 1905 году в селе 95 дворов (274 мужчины, 256 женщин). Смешанная церковно-приходская школа. Занятия: пилка дров в Радовицкой казённой даче.
В 1929 году село Московской губернии Егорьевского уезда Куплиямской волости. 129 крестьянских хозяйств, 4 прочих (269 мужчин, 333 женщины). Лесничество, школа I ст., единое потребит. общество, с/х крестьянское товарищество, сельсовет.
До 1959 года — центр Радовицкого сельсовета.
В 1982 году в селе проживало 540 человек.
В 2002 году Радовицы вывели из административного подчинения рабочего посёлка Рязановский и ввели в состав Куплиямовского сельского округа. В том же году статус населённого пункта был изменён с посёлка на село.
В настоящее время на берегу озера Святое восстанавливается Николо-Радовицкий монастырь.
Административно-территориальная принадлежность:
- 12 июля 1929 — 8 января 1931 года — село Радовицкого сельсовета Белоомутского района Московской области РСФСР СССР.
- 8 января — 11 мая 1931 года — село Радовицкого сельсовета Горкинского района Московской области РСФСР СССР.
- 11 мая 1931 — 21 апреля 1934 года — село Радовицкого сельсовета Луховицкого района Московской области РСФСР СССР.
- 21 апреля 1934 — 7 августа 1945 года — село Радовицкого сельсовета Егорьевского района Московской области РСФСР СССР.
- 7 августа 1945 — 11 октября 1956 года — село Радовицкого сельсовета города Шатуры Московской области РСФСР СССР.
- 11 октября 1956 — 21 мая 1959 года — село Радовицкого сельсовета Шатурского района Московской области РСФСР СССР.
- 21 мая 1959 — 1 февраля 1963 года, 11 января 1965 — 26 декабря 1991 года — село рабочего посёлка Рязановский Шатурского района Московской области РСФСР СССР.
- 1 февраля 1963 — 11 января 1965 года — село рабочего посёлка Рязановский города Шатуры Московской области РСФСР СССР.
- 26 декабря 1991 — 20 декабря 1993 года — село рабочего посёлка Рязановский Шатурского района Московской области РФ.
- 20 декабря 1993 — 14 ноября 2002 года, 29 ноября 2006 — 23 ноября 2015 года — село рабочего посёлка Рязановский Егорьевского района Московской области РФ.
- 14 ноября 2002 — 29 ноября 2006 года — село Куплиямского сельского округа Егорьевского района Московской области РФ.
- 23 ноября — 8 декабря 2015 года — село города Егорьевска Егорьевского района Московской области РФ.
- с 8 декабря 2015 года — село городского округа Егорьевск Московской области РФ.
- с 1 января 2025 года — село муниципального округа Егорьевск Московской области РФ.

## Демография
Население — 187 человек (2010).
| 1859 | 1868 | 1885 | 1905 | 1926 | 2006 | 2010 |
| ---- | ---- | ---- | ---- | ---- | ---- | ---- |
| 398  | ↗409 | ↗412 | ↗567 | ↗602 | ↘163 | ↗187 |

## Транспорт
Село связано автобусным сообщением с Москвой, № 340 Москва — Радовицы, отправление от автостанции Котельники, также от Егорьевска маршрутом № 25 и № 26 и от Белоомута маршрутом № 59